# Krycklan (naturreservat)
Krycklan är ett naturreservat i Vindelns kommun i Västerbottens län.
Området är naturskyddat sedan 1997 och är 25 hektar stort. Reservatet omfattar en dalgång kring Krycklan och en anslutande bäckravin, en nipa. Reservatet består av granskog, med björk vid vattnet.